# Ephraim George Squier
Ephraim George Squier (Bethlehem, Nueva York, 1821 - Brooklyn, ídem, 1888) fue un periodista, diplomático y arqueólogo aficionado estadounidense. Publicó varios libros sobre América Central y participó en la firma del Tratado Clayton-Bulwer.
Squire trabajó como redactor en el rotativo Literary Pearl en Charlton, Nueva York, y posteriormente colaboró en el New York State Mechanic de Albany en 1841. En Hartford, Connecticut, fue editor para la revista Whig Daily Journal. En ese tiempo apoyaba al candidato presidencial Henry Clay, quien perdió las elecciones de 1844.
Cuando el medio cerró operaciones se trasladó a Ohio, donde trabajó para el Scioto Gazette y también dedicó tiempo al estudio de montículos indígenas. Producto de sus investigaciones es el libro Ancient Monuments of the Mississippi Valley (1848) elaborado junto a Edwin Davis, siendo la primera obra publicada por el Instituto Smithsoniano. Logró convertirse en el encargado de asuntos relacionados para América Central por el gobierno estadounidense en 1849. Gracias a sus oficios, persuadió al gobierno británico para que firmase el Tratado Clayton-Bulwer. Asimismo, durante su estadía se avocó al estudio de las civilizaciones antiguas de la región, que le permitió realizar los libros: Nicaragua: Its People, Scenery, Monuments (1852), The States of Central America  (1858), Notes on Central America: Particularly the States of Honduras and San Salvador (1855), Honduras: Descriptive Historical and Statistical (1870), y Travels in Central America, Particularly in Nicaragua  (1860).
Otros cargos que Squier desempeñó fueron: Secretario de la Interoceanic Railway Company en Honduras; Comisionado del gobierno estadounidense en Perú (donde realizó su obra  Peru: Incidents of Travel and Exploration in the Land of the Incas de 1877), y Cónsul General en 1868. 
En cuanto a su vida personal contrajo matrimonio en 1858 y se divorció en 1874. Ese mismo año fue declarado demente.